# 気管支痙攣
気管支痙攣（きかんしけいれん、英: bronchospasm）は、細気管支壁の筋肉が突然収縮することである。気管支攣縮とも言われる。これは、アナフィラトキシンの影響下にある肥満細胞または好塩基球からの物質の放出、すなわち脱顆粒によって引き起こされる。軽度から重度までの呼吸困難を引き起こす。
気管支痙攣は、喘息、慢性気管支炎、およびアナフィラキシーで発生する。気管支痙攣は、ピロカルピン、β遮断薬（高血圧の治療に使用）、LABA（長時間作用性β2刺激薬（COPDの治療薬））の使用による逆説的な効果、およびその他の薬の副作用の可能性がある。気管支痙攣は、ジアルジア症の徴候として現れることもある。
気管支痙攣の一因となる要因には、特定の食物の摂取、特定の薬の服用、昆虫に対するアレルギー反応、特に女性のホルモンレベルの変動などがある。気管支痙攣は、低温の住宅に関連するいくつかの問題の1つでもある。
細気管支の筋肉の過活動は、通常の状況下ではほとんど、またはまったく反応しない刺激にさらされた結果である。結果として生じる収縮と炎症は、気道の狭窄と粘液産生の増加を引き起こす。これにより、利用できる酸素の量が減少し、息切れ、咳、低酸素症を引き起こす。
気管支痙攣は、全身麻酔中の気管チューブ留置による深刻な合併症の可能性がある。気管チューブの刺激に反応して気道が痙攣または収縮すると、気道を維持することが困難になり、患者は無呼吸となる可能性がある。全身麻酔中の気管支痙攣の徴候には、喘鳴、高ピーク吸気圧、内因性呼気終末陽圧の増加(auto-PEEP)、呼気一回換気量の減少、カプノグラフの上昇（閉塞パターン）などがある。重症例では、換気が完全に不可能になり、ETCO2波形が消失するだけでなく、低酸素症や脱酸素飽和（desaturation）状態になることもあり得る。

## 原因
気管支痙攣は、さまざまな理由で発生する可能性がある。喘息、慢性閉塞性肺疾患(COPD)、肺気腫などの下気道の状態は、気道の収縮を引き起こす可能性がある。他の原因は、オキシメタゾリンやフェニレフリンなどの外用うっ血除去薬の副作用である。これらの薬剤は両方とも、平滑筋の収縮をもたらすα1アドレナリン受容体を活性化する。非選択的β遮断薬も気管支痙攣を促進することが知られている。β遮断薬はβ2受容体に結合し、エピネフリンとノルエピネフリンがその受容体に結合するのをブロックし、息切れを引き起こす。
さらに、小児は、気道の直径が小さいため、気管支痙攣による疾患や合併症の影響を受けやすくなっている。ポアズイユの法則を気道に適用すると、チューブを通る気流抵抗がチューブの半径の4乗に反比例することは明らかである。したがって、気道径の減少は重大な気流の障害を引き起こす。

## 診断
徴候と症状：
- 喘鳴
- 呼吸音の減少
- 呼気時間の延長
- 気道内圧上昇（人工呼吸患者）

## 治療

### β2作動薬
気管支痙攣には、β2アドレナリン作動薬が推奨される。
- 短時間作用性（SABA）
  - テルブタリン
  - サルブタモール
  - レボサルブタモール（英語版）
- 長時間作用型（長時間作用性β2刺激薬（英語版））
  - ホルモテロール
  - サルメテロール
- その他
  - エピネフリン-特に血行動態が悪化している場合は効果が現れるまで滴定投与する(例:10-50µg静注)
  - 麻酔深度の増加
  - 硫酸マグネシウム(医薬品)（英語版）静注
  - 吸入酸素濃度を100%に上げ、用手換気を考慮する

### ムスカリン性アセチルコリン受容体拮抗薬
神経伝達物質のアセチルコリンは、心拍数を遅くし、平滑筋組織を収縮させることによって、交感神経の反応を低下させることが知られている。進行中の研究と臨床試験の成功により、ジフェンヒドラミン、アトロピン、臭化イプラトロピウムなどの薬剤(これらはすべて、ムスカリン性アセチルコリン受容体の受容体拮抗薬として作用する)が喘息およびCOPD関連症状の治療に有効であることが示されている。